# Fraude à la location saisonnière
 (septembre 2021).
La mise en forme du texte ne suit pas les recommandations de Wikipédia : il faut le « wikifier ».
Les points d'amélioration suivants sont les cas les plus fréquents. Le détail des points à revoir est peut-être précisé sur la page de discussion.
- Les titres sont pré-formatés par le logiciel. Ils ne sont ni en capitales, ni en gras.
- Le texte ne doit pas être écrit en capitales (les noms de famille non plus), ni en gras, ni en italique, ni en « petit »…
- Le gras n'est utilisé que pour surligner le titre de l'article dans l'introduction, une seule fois.
- L'italique est rarement utilisé : mots en langue étrangère, titres d'œuvres, noms de bateaux, etc.
- Les citations ne sont pas en italique mais en corps de texte normal. Elles sont entourées par des guillemets français : « et ».
- Les listes à puces sont à éviter, des paragraphes rédigés étant largement préférés. Les tableaux sont à réserver à la présentation de données structurées (résultats, etc.).
- Les appels de note de bas de page (petits chiffres en exposant, introduits par l'outil «  Source ») sont à placer entre la fin de phrase et le point final[comme ça].
- Les liens internes (vers d'autres articles de Wikipédia) sont à choisir avec parcimonie. Créez des liens vers des articles approfondissant le sujet. Les termes génériques sans rapport avec le sujet sont à éviter, ainsi que les répétitions de liens vers un même terme.
- Les liens externes sont à placer uniquement dans une section « Liens externes », à la fin de l'article. Ces liens sont à choisir avec parcimonie suivant les règles définies. Si un lien sert de source à l'article, son insertion dans le texte est à faire par les notes de bas de page.
- La présentation des références doit suivre les conventions bibliographiques. Il est recommandé d'utiliser les modèles {{Ouvrage}}, {{Chapitre}}, {{Article}}, {{Lien web}} et/ou {{Bibliographie}}. Le mode d'édition visuel peut mettre en forme automatiquement les références.
- Insérer une infobox (cadre d'informations à droite) n'est pas obligatoire pour parachever la mise en page.

Pour une aide détaillée, merci de consulter Aide:Wikification.
Si vous pensez que ces points ont été résolus, vous pouvez retirer ce bandeau et améliorer la mise en forme d'un autre article.
Pour un article plus général, voir Escroquerie en ligne.
La fraude (ou arnaque) à la location saisonnière est un type d'escroquerie en ligne visant en général les candidats locataires sur les sites internet de location de vacances entre particuliers. Elle consiste à se faire passer pour un propriétaire ou gérant légitime d'une location de vacances pour encaisser les arrhes ou les loyers versés pour la location d'un bien immobilier fictif ou dont il n'a pas la jouissance. Elle peut aussi viser les annonceurs.

## Les plates-formes et la fraude
Le modèle économique de la location de vacances entre particuliers sur internet ne permet pas une vérification physique des hébergements. La plupart des sites ont néanmoins créé des algorithmes et des procédures de vérification permettant de lutter efficacement contre le phénomène. 
Les sites d'annonces gratuites sont pénalisés car leur modèle économique réduit les possibilités de contrôle. En particulier, la fraude est facilitée par l'absence de moyen de paiement de l'annonce. 
Parmi les sites de location de vacances payants en France (Airbnb, Abritel, MediaVacances, etc.), les résultats en matière de fraude diffèrent. Les cas de fraude étant souvent rendus publics par les victimes, il est possible de faire une recherche sur internet pour s'informer de l'historique du site en la matière. 
Certaines plates-formes ont été épinglées par la DGCCRF en raison de « la contradiction entre la communication commerciale de la plate-forme et la réalité du service apporté » en matière de lutte contre la fraude,.

## Les modes opératoires
Les modes opératoires utilisés par les fraudeurs diffèrent selon le mode de paiement du loyer, direct à l'annonceur ou en ligne par le biais de la plate-forme de location . 

### Paiement direct
Dans le cas d'un paiement direct du candidat locataire à l'annonceur, il existe trois modes opératoires utilisés  : 

#### La fausse annonce
C'est le mode le plus courant : le fraudeur crée une annonce fictive sur un site de location de vacances et encaisse les sommes versées à la réservation,.
Il peut s'agir d'une annonce créée de toutes pièces avec des éléments collectés sur internet ou de la copie d'une annonce légitime sur un autre site. Dans ce dernier cas, le fraudeur a souvent pris contact avec le propriétaire pour obtenir une copie d'une pièce d'identité et de l'acte de propriété, qu'il pourra donc fournir au service de vérification du site ou aux futures victimes.

#### Le piratage du compte du propriétaire sur la plate-forme
Dans ce cas de figure, le fraudeur a obtenu un accès au compte du propriétaire sur la plate-forme de locations saisonnières. Il communique directement avec les candidats locataires. Avec la généralisation des procédures de double authentification, ce mode opératoire est devenu exceptionnel. 

#### Le piratage du compte e-mail du propriétaire
Le fraudeur a obtenu un accès au compte e-mail du loueur et intercepte les communications avec les candidats locataires. Ce mode opératoire, lourd à mettre en œuvre, est aussi exceptionnel.

### Paiement par le biais de la plate-forme
Certaines plates-formes imposent (Airbnb, Booking, Abritel) ou proposent sous forme optionnelle (MediaVacances) un paiement en ligne par l'intermédiaire du site. Dans ce cas, les modes opératoires ci-dessus ne sont plus exploitables, car l'annonceur est payé après la prise des lieux par le locataire. En cas de problème ou de location inexistante, le reversement des fonds est bloqué et la victime remboursée.
Il existe en revanche des modes de fraudes spécifiques au paiement en ligne, détaillés ci-dessous. 

#### Le contournement du système de paiement du site
C'est le mode opératoire le plus courant. Après avoir créé une annonce sur la plate-forme et avoir été contacté par le candidat locataire, le fraudeur envoie un e-mail d'hameçonnage lui proposant un lien de réservation qui pointe vers une page très similaire à la page de paiement de la plate-forme. Le fraudeur obtient alors le paiement, mais aussi les données de la carte bancaire du locataire.
Dans d'autres cas, le fraudeur propose au candidat locataire un paiement direct souvent avec une réduction en prétextant les taux de commission élevés du site. 

#### Le piratage du compte d'un propriétaire légitime sur la plate-forme
Dans ce cas, le fraudeur a un accès au compte du propriétaire sur la plate-forme qui lui permet de modifier les coordonnées du compte bancaire sur lequel sont reversé les loyers. Le bien est loué par le propriétaire légitime mais le montant du loyer est perçu par le fraudeur.